# Aeroportul Fada N'gourma
Aeroportul Fada N'gourma (IATA: FNG, ICAO: DFEF) este un aeroport din Regiunea Est, Burkina Faso, Burkina Faso ce deservește zona Fada N'gourma. A fost numit după zona deservită.
Situat la o altitudine de 309 m, aeroportul dispune de o singură pistă.